# IBooks Author
iBooks Author (iBA)はAppleが開発、リリースしている電子書籍オーサリング・アプリケーション。

## 概要
iBooks Authorで作成されたドキュメントはPDF形式に保存できたり、iBooks Bookstoreで出版することができる。このアプリケーションは無料となっている。
AppleがiBooks Authorをリリースしたのは2012年1月19日にニューヨーク市で開催された教育関連イベント内である。同時にiBooks 2と教科書向けの新しいiBooks Bookstoreカテゴリをリリースした。このソフトウェアはプロプライエタリでmacOSでのみ動作し、Mac App Storeで無料で配布されている。
iBooks Authorは「教育者や小規模な出版社が自身の書籍を製作するため」のツールとAppleは説明する。作成されたドキュメントはAppleが販売することを認めた場合のみ有料で販売できるが、作者はまた無料で配布することも選べる。
ドキュメントのテキスト、色、前面や背景の画像、インタラクティブウィジェット、図表といったあらゆる面はWYSIWYG方式で編集できる。目次や用語集も数種類の自動化で管理できる。ユーザーインターフェースと編集機能は同自社製品であるKeynoteとPagesとほぼ同じとされている。
2012年2月3日、iBooks Authorで作成された電子書籍がApple Bookstoreでしか販売できないように制限されることについての問題を解決するためAppleはそのような電子書籍の著作権について改定し、制限を受けるのは.ibooksファイルとして書きだした場合のみとした。またPDFやテキストファイルとして書きだせることも利用契約条項に盛り込まれた。iBooks Storeで書籍を有料販売する場合は未だにISBN登録をするのに100ドルを要するが、無料で配布する場合の制限は無い。
iBooks Authorの出力形式はEPUBに類似したApple独自のプロプライエタリなファイルフォーマットとなっているが、独自拡張を含むためEPUBドキュメントとしての閲覧や編集はできない。このフォーマットには文書化されていないXML名前空間やCSS拡張が使われている。
2020年7月27日、今後アップデートの予定がないことが案内された。、iBooks Author で作成したファイル (.iba) は、今後、Pagesで編集することが推奨されている。

## バージョン履歴
- バージョン  1.0 （2012年1月19日）
- バージョン  1.1
- バージョン  2.0
- バージョン  2.1
- バージョン 2.2 （2014年10月16日）
- バージョン 2.3  （2015年6月30日）
- バージョン 2.4 （2015年10月7日）
- バージョン 2.5  （2016年9月20日）